# Satisfyer (seksspeeltje)
De Satisfyer is een seksspeeltje. Het is een vibrator die met behulp van luchtdruk de clitoris stimuleert. Het apparaat heeft een tuutje dat over dat lichaamsdeel wordt geplaatst en contactloos (zonder penetratie) stimuleert door middel van luchtgolven en -druk. Het zuigen en blazen van het speeltje simuleert in feite orale stimulatie. Rond de jaarwisseling van 2023-2024 verwierf het apparaat een cultstatus en werd het zeer populair; zelfs als ornament in de kerstboom. Het hielp het taboe op vrouwelijke masturbatie te doorbreken en de orgasmekloof te dichten. De populariteit kwam mede door betaalbaarheid en verkrijgbaarheid ervan in winkels die geen seksshop zijn, zoals HEMA, Etos en Kruidvat. Tevens werd het veelbesproken door socialemedia-influencers en heeft het ontwerp geen fallusvorm. Veel vrouwen ervaren door het speeltje voor het eerst een orgasme. De vibrator heeft meerdere standen en kan de vibraties via een smartphone laten synchroniseren met muziek. Het apparaat krijgt als kritiek dat het afhankelijkheid veroorzaakt door habituatie en onder meer daardoor het (ver)kennen van het eigen lichaam kan hinderen. Nadat de eerste luchtdrukvibrator, Womanizer, door de Duitse uitvinder ervan verkocht was aan Wow Tech, startte dat bedrijf patentrechtszaken tegen Satisfyer's eigenaar EIS. De Satisfyer is verboden in diverse landen.